# 大太法師

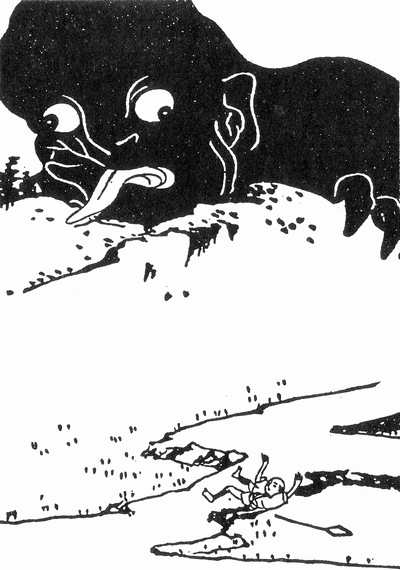
勝川春章、勝川春英合繪之〈大入道〉，出自《異魔話武可誌》

大太法師（日语：ダイダラボッチ）為日本（特別是關東地方和中部地方）傳說中的巨人，也有人說他是踏鞴製鐵的鍛冶神，別名有大太郎法師、踏鞴法師等。

## 概要
民俗學家柳田國男到日本各地考察、收集關於大太法師的傳說，並於1927年由中央公論社出版《ダイダラ坊の足跡》。該書提到「大太」具有「巨人」的意義，再加上「法師」，乃是與一寸法師相對立的人物。各地對於大太法師的發音也不盡相同，計有「でいだらぼっち」、「だいらんぼう」、「だいだらぼう」、「でいらんぼう」、「だいらぼう」、「デエダラボッチ」、「デイラボッチ」、「デイラボッチャ」、「デーラボッチャ」、「デエラボッチ」、「デーラボッチ」等。

## 文獻記載

### 常陸國風土記之記載
《常陸國風土記》記錄了關於大串貝塚的傳說，此貝塚位於今茨城縣水戶市鹽崎町，自繩文時代前期形成的遺跡。
※小字為補足。
平津驛家西一二里有岡，名曰大櫛。上古有人，體極長大，身居丘壟之上，手摎海濱之蜃 大蛤也。其所食貝，積聚成岡，時人取大朽之義，今謂大櫛之岡，其踐跡 長卌余步，廣廿余步，尿穴徑可廿余步計。
 — 《常陸國風土記》香島郡／那賀郡

### 播磨國風土記之記載
《播磨國風土記》託賀郡（今兵庫縣多可郡）條記錄了與天同高、足跡成沼澤之巨人，跟前一段《常陸國風土記》的記載近似。
一、託賀略記：託賀郡右 此當為上。，所以名託賀者。昔在大人，常勾行也，自南海到北海，自東巡行之時，到來此土云。他土卑者，常勾伏而行之。此土高者，申而行之，高哉！故曰：「託賀郡」。託賀 此云，高也；申，伸也。，其踰跡處，數數成沼。
 — 《播磨國風土記》託賀郡

## 各地流傳之傳說

### 填土造山
1. 傳說大太法師挖掘甲州之土造出富士山，是故現在的甲州變成了盆地[4]。
2. 上州當地流傳榛名富士山是大太法師造山而成，至於被他挖掘之地則成了榛名湖（日语：榛名湖）（位在群馬縣高崎市榛名山山頂）。因為榛名富士山比富士山還低，本來大太法師還打算再補上一些砂土，因遇上夜晚而作罷。
3. 淺間山嫉妒富士山身為妹妹，個頭卻比她高，向後者要求分一些土給她。富士山聽了之後照做，但淺間山卻因土量不足而發怒，噴發的泥土形成前掛山（淺間山之火山口）。
4. 關東地方的名山素有「西富士、東筑波」之美稱，假若將兩座山放在天平上秤重，筑波山比富士山還要輕。所以據說筑波山摔落地面的結果，跌成西男體山（標高871公尺）、東女體山（標高877公尺）兩座山峰。

### 手、腳造成的殘跡
1. 傳說上州（今群馬縣）的赤城山山麓的水窪乃是巨人所造成。
2. 長野縣大町市北部的青木湖（日语：青木湖）、中綱湖（日语：中綱湖）、木崎湖（日语：木崎湖）等（合稱仁科三湖（日语：仁科三湖））傳說亦由大太法師踩踏而成。
3. 茨城縣水戶市中央有一座相當大的千波湖（日语：千波湖），據說是大太法師的足跡所造成。
4. 傳說遠州深山裡住著巨人，某天他吃飯時咬到一顆小石子，吐出來後便形成今日濱名湖裡的礫島（（日語）つぶてじま）[5]。
5. 東京都世田谷區裡的「代田」（（日語）だいた）以及埼玉縣埼玉市裡的「太田窪」（（日語）だいたくぼ），這兩個地名皆與巨人的足跡有所淵源[6]。
6. 靜岡縣境內有座名為「ダイラボウ山」，山頂有一全長150公尺之窪地，傳說是巨人從琵琶湖運送泥土至富士山時，左腳踩踏所造成。
7. 神奈川縣相模原市也傳說巨人舉起富士山打算運至其他地方，因疲累暫時放下，並坐在富士山上歇息，想不到這座山已生根固定在地面上。
8. 香川縣中部的飯野山傳說有巨人小便的遺跡，其尿液匯成了今日的大束川（日语：大束川）。
9. 愛知縣東海市加木屋町裡有個名為「陀陀法師（（日語）だだほうし）」的小村落，據說也跟大太法師有關。不過2000年時因名古屋鐵道八幡新田站西側拓寬工程的關係，該遺跡已經埋沒消失。

### 休息、洗澡、吃飯
1. 傳說巨人曾在流經榛名山山麓的利根川洗腳。
2. 人類尚未出現的太古時代，傳說巨人曾在今栃木縣羽黑山山腰的鬼怒川河床洗腳。
3. 據說長野縣鹽尻市的高法師高原是大太法師曾坐下來稍作休憩的地方。
4. 如同前文所敘《常陸國風土記》的記錄，位於今茨城縣水戶市鹽崎町的大串貝塚（日语：大串貝塚）傳說是巨人吃完東西後，貝殼聚集成山丘所形成。

### 幫助人類
據說秋田縣的橫手盆地進行洩湖水開墾之際，大太法師從水中現身，並幫忙掏清淤泥等工事，後來化身成座落在秋田市的太平山三吉神社。位於秋田縣太平山山麓的太平地區現在雖然讀作「（日語）たいへい」，但明治時期以前讀成「（日語）おいだら」，據說即是跟大太法師有關。

## 相關作品
- 動畫：
  - 墓場鬼太郎
  - 魔法公主
  - 刀語
  - 靈異教師神眉
  - 妖怪學校的菜鳥老師
- 漫畫：
  - 靈異教師神眉
  - 宗像教授系列（日语：宗像教授シリーズ）
  - 木島日記（日语：木島日記）
  - 天才麻將少女
- 電玩遊戲：
  - 东方非想天则 ～ 追寻特大型人偶之谜
  - PS4仁王2
- 特摄
  - 手裏劍戰隊忍忍者

## 內部連結
- 天目一箇神

## 外部連結
- （日語）アニミズム　ダイダラボッチ